# Bianca Di Beaco
Bianca Di Beaco (* 20. Januar 1934 in Triest; † 2. Februar 2018 ebenda) war eine italienische Alpinistin.

## Leben
Bianca Di Beaco stammte aus der italienischen Stadt Triest. Als Leichtathletin errang sie einen nationalen Titel über 800 Meter.
Mit der Unterstützung erfahrener Alpinisten aus Triest wie Spiro Dalla Porta Xydias, Walter Mejak und Jose Baron, ihres früh verstorbenen Ehemannes, wurde sie eine erfolgreiche Bergsteigerin. In den 1950er Jahren zählte sie zu den besten Alpinisten Italiens und zu den führenden Bergsteigerinnen weltweit. Sie unternahm Expeditionen nach Griechenland, in die Türkei, den Iran und Pakistan.
Sie war bis in die 1980er Jahre aktive Kletterin. Als erste Frau bewältigte sie auf Touren in den Dolomiten Kletterpartien im sechsten Schwierigkeitsgrad.
Sie war Mitglied des Sektion Triest „XXX Ottobre“ des Club Alpino Italiano sowie des Kulturvereins Gruppo italiano scrittori di montagna. Im Jahr 2006 erhielt sie von dieser Organisation die Auszeichnung Premio di alpinismo De Simoni. Sie und Silvia Metzeltin wurden 1978 als erste Frauen in den Club Alpino Accademico Italiano aufgenommen.

## Schriften
- Mit Spiro Dalla Porta Xydias: Sui monti della Grecia immortale. Tamari Editori. Bologna 1965.